# Riksdagsordningen
Den här artikeln handlar om Sveriges riksdagsordning. Finlands riksdagsordning, som 1928 ersatte lantdagsordningen från 1906, ersattes år 2000 av Finlands grundlag.
Riksdagsordningen (RO) är en lag med bestämmelser om riksdagsarbetet. I Regeringsformen finns de grundläggande reglerna om riksdagen, i Riksdagsordningen finns detaljerade bestämmelser om arbetet i riksdagen och i vallagen finns detaljerade bestämmelser om val till riksdagen.  Den nu gällande Riksdagsordningen i Sverige är från 2014 och ersatte den tidigare som var från 1974. Ändringarna var främst redaktionella och språkliga. Den nya lagen innehöll också regler om hur riksdagen beslutar om statsbudgeten och om ledamöters möjligheter att lämna in motioner. 
Riksdagsordningen intar en mellanställning mellan grundlag och vanlig lag, och är indelad i huvudbestämmelser och tilläggsbestämmelser. Huvudbestämmelser kan ändras endast med kvalificerad majoritet eller som grundlag. Tilläggsbestämmelse ändras på samma sätt som en vanlig lag, alltså som huvudregel med enkelt majoritetsbeslut.

## Tidigare riksdagsordningar
Den första särskilda riksdagsordningen antogs 1617, och beskrev främst formalia vid riksdagens hållande. År 1723 antogs en ny riksdagsordning, som upphöjde riksdagsordningen till en av grundlagarna och stadfäste riksdagens inflytande över politiken. I samband med Gustav III:s statskupp avskaffades 1723 års riksdagsordning och 1617 års riksdagsordning trädde i dess ställe. Med upprättandet av 1809 års regeringsform inrättades en ny riksdagsordning. Då ståndsriksdagen avskaffades inrättades en ny, 1866 års riksdagsordning. I samband med den allmänna rösträttens införande 1909 genomfördes förändringar i riksdagsordningen av 1866 men den behölls i sin grund. Slutligen avskaffades riksdagsordningen från 1974 genom den nuvarande från 2014.